# Loes Vos
Loes Vos (Rotterdam, 12 december 1935) is een Nederlandse actrice.

## Biografie
Loes Vos groeide op in Rotterdam en werkte jaren jarenlang als onderwijzeres in het lager onderwijs in Rotterdam (in de vijftig/ zestiger jaren van de 20e eeuw, op lagere school “de Korf” in de Korfmakerstraat). Ze werd later landelijk bekend als Tante Emma, in het in 1970 door Louis Lemaire opgerichte Rotterdamse kindertheater Wiedus. Het theater aan het Hofplein bood voor Vos een opstap naar rollen op de landelijke televisie. Haar eerste landelijke rol speelde ze in 1984 in de telefilm Op Dood Spoor van de TROS. Later speelde ze nog in Hoeksteen & Groenstrook en in 2012 in de film De Marathon.

## Filmografie
- Het Oude Noorden (soapserie over de Rotterdamse wijk Oude Noorden, 1993) - Oma Martens
- Op Dood Spoor (televisiefilm, 1984) - Miss De Vries
- Hoeksteen & Groenstrook (komedie, 1993) - Dolf's schoonmoeder
- Toen was geluk heel gewoon (1994, aflevering De Dienstbode) - Dienstbode Sofie
- Het Zonnetje in Huis (1995, aflevering Geld maakt niet gelukkig) - Leonora
- Ben zo terug (komedie, 1999) - Tante Annie
- Kees & Co (1999, aflevering De Ontzetting) - Duitse oma van Magnum
- Oppassen!!! (1999, aflevering De Crèche - Mevr. Weninga
- Het Zonnetje in Huis (2000, aflevering Blut en Gewetenloos) - Odette
- Bergen Binnen (2004, aflevering Oost, West, Thuis is ook niet alles) - Madaleine Vandermeije
- De Marathon (2012) - Gerards Moeder
- Chez Nous (2013) - Limburgse vrouw